# 橋本晃司
橋本晃司（1986年4月22日—），日本足球運動員，司職中場，現效力日丙球隊盛岡仙鶴。

## 俱樂部生涯
桥本晃司是在2009年从明治大学毕业加盟名古屋鲸鱼，2012年转会水户蜀葵，本赛季加盟大宫松鼠，出场16场打进2球。
日职联赛川崎前锋官方宣布大宫松鼠中场桥本晃司正式加盟。
上赛季效力于美国球队的老将中场桥本晃司转会加盟盛冈仙鹤。

## 外部連結
- 日本職業足球聯賽中的橋本晃司 （日語）
- Profile at Mito HollyHock[永久]
- 川崎フロンターレによる公式プロフィール